# Sisters Beach
Sisters Beach är en ort i Australien. Den ligger i kommunen Waratah/Wynyard och delstaten Tasmanien, i den sydöstra delen av landet, omkring 260 kilometer nordväst om delstatshuvudstaden Hobart. Antalet invånare är 564.
Runt Sisters Beach är det ganska tätbefolkat, med 60 invånare per kvadratkilometer.. Närmaste större samhälle är Wynyard, omkring 16 kilometer sydost om Sisters Beach. 
Genomsnittlig årsnederbörd är 1 572 millimeter. Den regnigaste månaden är augusti, med i genomsnitt 242 mm nederbörd, och den torraste är februari, med 46 mm nederbörd.